# 청송초등학교 (충남)
청송초등학교는 대한민국 충청남도 청양군에 있는 초등학교다.

## 학교 연혁
- 1950. 02. 28 청양국민학교 사직분교장 개교
- 1954. 03. 25 사직국민학교 승격 분리
- 1958. 10. 31 청송국민학교로 교명 변경
- 1983. 03. 01 청송국민학교 병설유치원 설립인가
- 1996. 03. 01 청송초등학교로 교명 변경
- 2010. 12. 20 정보교육우수학교 선정
- 2013. 07. 22 학교 평가 최우수교 선정
- 2014. 12. 31 방과후 학교 우수교 선정
- 2014. 12. 31 한자 교육 우수교 선정
- 2015. 02. 11 제62회 졸업식(총 2508명)
- 2015. 03. 02 2015학년도 입학식(6명)

## 참고 자료
- 청송초등학교 - 한국교육학술정보원 학교알리미